# Heron Communications
Heron Communications — американская кинокомпания, дистрибьютор и дочерняя компании Heron International Джеральда Ронсона.
Компания владеет различными компаниями по домашнему видео, включая Heron Home Entertainment (ранее Videoform Pictures), которая имела совместное предприятие с PolyGram Video, чтобы создать Channel 5 Video.
В 1984 году компания выкупил Media Home Entertainment, в том числе The Nostalgia Merchant, который два года спустя, в 1986 году, создал удобный для детей лейбл Heron, Hi-Tops Video, который нанял двух руководителей Family Home Entertainment для управления студией. Также в том же году компания создала Fox Hills Video в качестве продающего видео-лейбла, а бренд The Nostalgia Merchant будет использоваться в качестве флагмана лейбла Fox Hills, и наняла двух ветеранов домашнего видео для управления студией.
22 июля 1987 года Heron Communications объединилась с новым дистрибьютором фильмов Troma Entertainment, чтобы распространить девять фильмов на видеокассете через лейбл Media Home Entertainment и решила совместно финансировать и распространять до семи видеопрограмм от Cox Video и исполнительного продюсера Алана Ландсбурга на лейбле Fox Hills Video, а что касается сделки с Cox, было выплачено 750 000 долларов, чтобы сосредоточиться на нехудожественных программах в таких областях, как спорт и история.
В октябре 1987 года было заключено соглашение с NFL Films, которое сделает Fox Hills дистрибьютором фильмов, снимаемых NFL Films Home Video Library, на десять видеопроизводств в год и внесет предоплату в размере 8 миллионов долларов США для покрытия первых двух с половиной лет, а также роялти за соглашение о домашнем видео NFL/Fox Hills.
В конце октября 1987 года Heron Communications подала иск против американского кинопродюсера/дистрибьютора Vista Organization, обвинив последнюю вместе со своим председателем и президентом в мошенничестве и нарушении контракта, и утверждает, что фирма имеет права на домашнее видео на десять фильмов, созданных Vista Organization, а именно «Maid to Order», «Ночь страха 2», «Стиляги», «Leader of the Band», «Penitent», «Remote Control», «Rented Lips», «Передай патроны», Ночной полёт и «Tweeners», а Стив Динер сказал, что Vista пытается отказаться от слияния с Carolco Pictures, а Сеймур Маламед сказал, что первоначальная попытка Heron была временной запретительным судебным приказом.

## Фильмография

### Как производственная компания
- A Stranger Is Watching (1982)
- Кошмар на улице Вязов 2: Месть Фредди (1985)
- The Ladies Club (1986)
- I Am Not a Freak (как Heron Communications Inc.) (1987)
- Кошмар на улице Вязов 3: Воины сна (1987)
- Скрытый враг (1987)
- Кошмар на улице Вязов 4: Повелитель сна (1988)
- The Adventures of Ronald McDonald: McTreasure Island (1989)
- Кошмар на улице Вязов 5: Дитя сна (1989)
- The Perfect Bride (1991)
- Desire and Hell at Sunset Motel (1991)

### Как дистрибьютор
- Подстава (1949) (VHS, 1987)
- Полёт на Марс (1951) (VHS, 1987)
- Il cacciatore di squali (1979) (VHS, 1987)[1]

## Дочерние компании
- Media Home Entertainment (1978—1993)
- Hi-Tops Video (1984—1993)
- The Nostalgia Merchant (1978-)
- Fox Hills Video (1986—1992)
- Channel 5 Video (joint venture with PolyGram) (1986—1992)[2]